# Green Bay, Wisconsin
Green Bay là một thành phố và là quận lỵ của quận Brown ở tiểu bang Wisconsin, 6 nằm ở phần đầu của Green Bay, một phụ lưu vực của hồ Michigan, tại cửa sông Fox. Nó có độ cao 581 feet (177 m) trên mực nước biển và có vị trí 112 dặm (180 km) về phía bắc của Milwaukee. Theo điều tra dân số năm 2000 Green Bay có dân số 102.313. 2 của hãng điều tra dân số năm 2008 ước tính là 101.025  Thị trấn Town of Green Bay có cự ly vài dặm về phía đông bắc của thành phố này. Đây là thành phố lớn thứ ba ở tiểu bang Wisconsin, sau Milwaukee và Madison. Nó cũng là thành phố lớn thứ ba ở bờ phía tây của hồ Michigan, sau Chicago và Milwaukee.

## Thành phố kết nghĩa
- Irapuato, México
- Lucca, Italia